# 桑溥
桑溥（？—？年），字汝公，號澤山，山东东昌府濮州人，民籍。明朝政治人物。

## 生平
正德八年（1513年）癸酉科山东乡试舉人，九年（1514年）联捷甲戌科二甲第一百名進士，初授陕西華州知州，升河南府同知，嘉靖二年（1523年）擢升陕西按察司佥事，四年十月以提督三边尚书杨一清举荐，升本司副使，固原兵备，六年十一月以军功升浙江按察使，次年以考察落职。著有《宦游集》、《闲居集》、《春秋题意》。

## 家族
其先鳳陽臨淮人，六世祖元朝御史中丞桑梓，謫雷澤令，因家於濮。父桑春，官襄陽府推官。子桑绍良，嘉靖乙卯举人，字子遂，官岚县知县。绍芳，潞城县主簿。绍忠，魯府护卫经历。绍贤，偃师县主簿。孫桑正衍，绍良之子，字士远，万历己卯科舉人，官汾西知县。曾孫桑學夔，万历二十年进士。